# طابية (جنس)
طابية (الاسم العلمي Bulla)، جنس حيوانات بحرية من الرخويات بطنيات القدم خلفيات الخياشيم السقفية وفصيلة الطَابِيَّات. أنواعها المعاصرة المعروفة متوسطة العدد.

## معرض صور

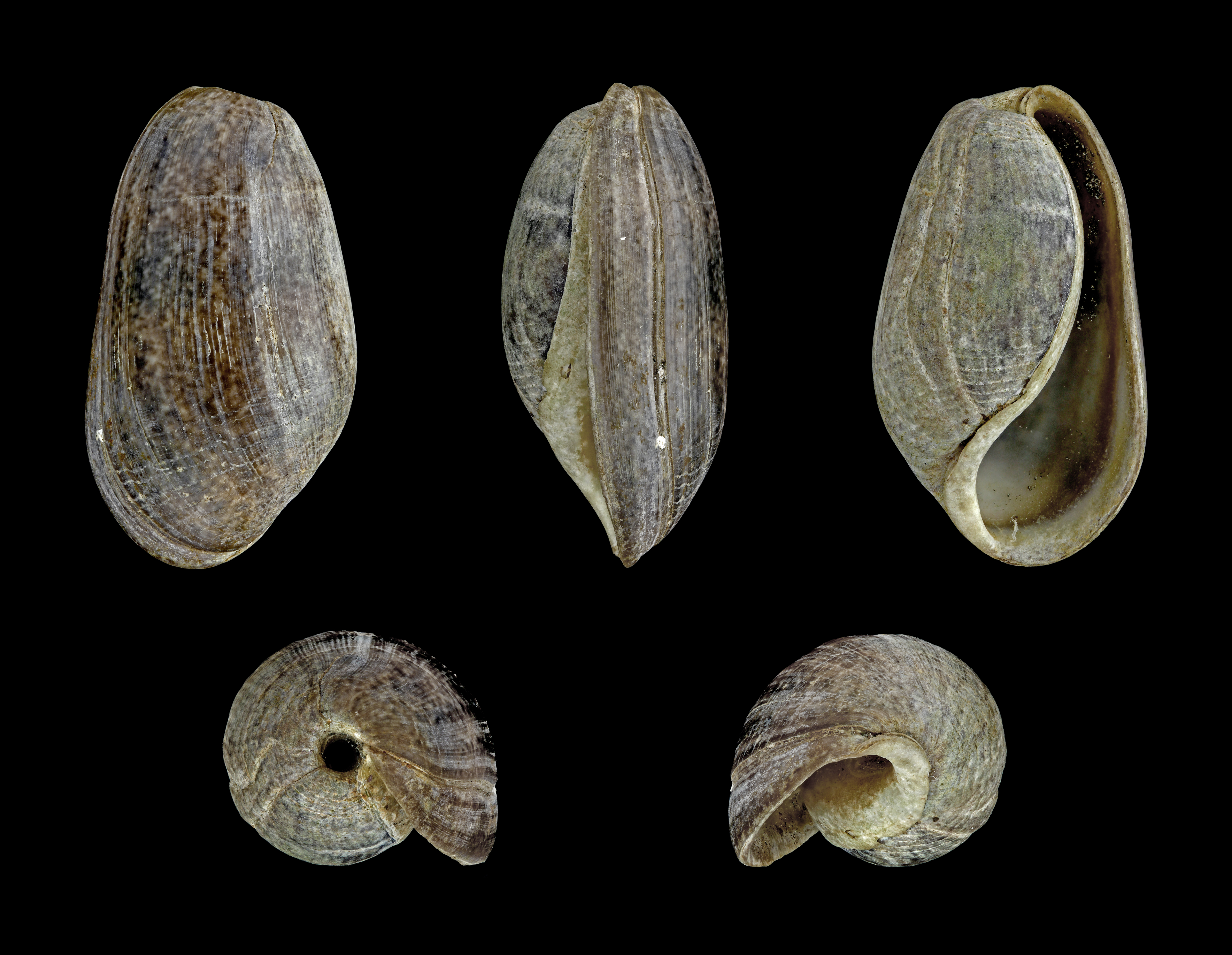
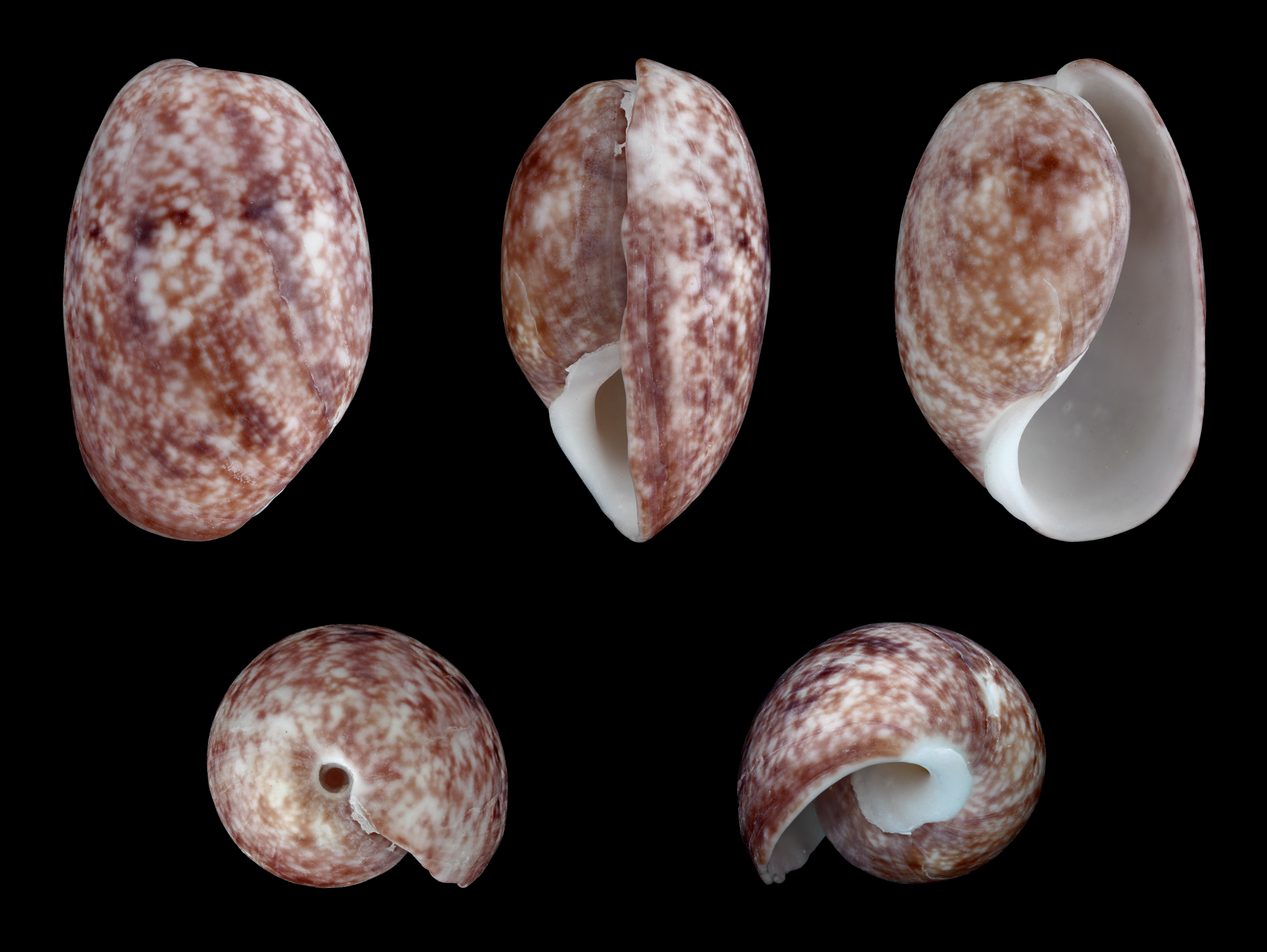
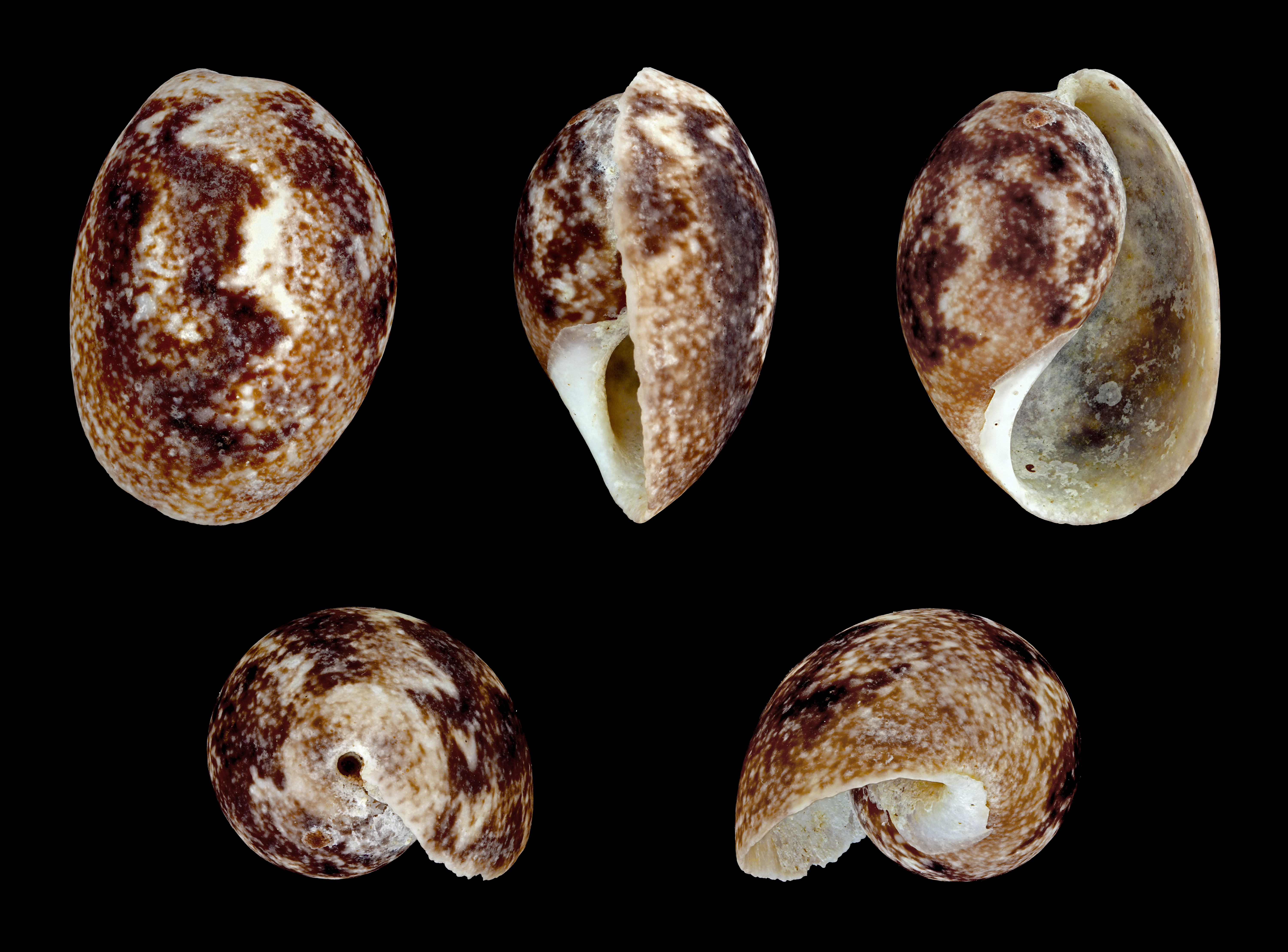